# Murujuga
Murujuga, auch als Burrup-Halbinsel bezeichnet, liegt in Western Australia in der Pilbara-Region. Auf dieser Halbinsel befinden sich schätzungsweise 600.000 bis über 1.000.000 Petroglyphen (Felsbilder) und Menhire, die die Aborigines herstellten und die bis zu 30.000 Jahre alt sind. Nach Schätzungen sind bereits um etwa 25 Prozent der Steinritzungen infolge von Maßnahmen zur Vorbereitung und Durchführung der Industrialisierung unwiederbringlich verloren gegangen. Durch die Gewinnung von Erdgas und durch den Ausbau petrochemischer Industrieanlagen ist ihr Bestand weiter in Gefahr.

## Lage
Die Halbinsel ist 27 Kilometer lang und 5 Kilometer breit; sie ist umgeben vom Dampier-Archipel. Sie liegt 12 Kilometer westlich der Ortschaft Karratha und 1550 Kilometer nördlich von Perth. Ein Teil der Halbinsel ist durch das Meer abgetrennt; dieser Teil wurde Mitte der 1960er Jahre durch einen Damm mit dem Festland verbunden und ist damit auch für Eisenbahn und Fahrzeuge erreichbar.

## Wirtschaft
Die Burrup-Halbinsel soll in ein großes Industriezentrum mit Exportausrichtung nach Ostasien ausgebaut werden, denn seit den 1960er Jahren baut der britisch-australische Konzern Rio Tinto Group dort Erze ab und in Dampier befindet sich ein Verladehafen mit der dazugehörenden Infrastruktur. In den 1980er Jahren wurde die Erdgasförderung mit einer Gasverflüssigungsanlage aufgebaut. Erdgas-Vorkommen an Land und vor der Küste sollen künftig in großem Maßstab erschlossen und ausgebeutet werden. Hierfür sind neben Industrieanlagen auch Pipelines erforderlich.
Gegen dieses industrielle Großprojekt in Australien wenden sich Aborigines, Archäologen und Umweltschützer, da in diesem Gebiet eine der bedeutendsten prähistorischen Ansammlungen von Petroglyphen befindet und eine weitere Zerstörung dieses Kulturgutes droht. Die Regierung des Bundesstaates Western Australia und das Unternehmen Woodside Petroleum wollen einen Industriekomplex in Holden Point errichten, wofür im September 2006 das zuständige Ministerium in Western Australia bereits die Baugenehmigung erteilte.

## Kultur
Dass dieser Kulturraum sehr bedeutend ist, wird zunehmend wahrgenommen: „It is considered the most significant heritage site in Australia and is often compared to Stonehenge or the cave of Lasaux in France“ (deutsch: Es gilt als das bedeutendste Kulturerbe in Australien und wird oft mit Stonehenge und der Höhle von Lascaux in Frankreich verglichen).
Die Felsgravuren auf der Insel zeigen Tiere wie die auf dem australischen Festland ausgestorbenen Tasmanischer Tiger, Wale, Dugongs (Seekühe), Kängurus, Emus, Echsen, Schildkröten, Fische, Vögel und tausende von mythologischen Zeichen und Gestalten der Aborigines. Ferner gibt es Menhire (Steinkreise) und weitere kulturelle Steinauslegungen. Vertreter der Aborigines nennen die Felsengravuren unsere Bibel. Die Gravuren zählen zu den ältesten Kulturdenkmalen der Menschheit und werden auf bis zu einem Alter von 30.000 Jahren geschätzt.
Der World Monuments Fund stufte 2003 die Burrup-Halbinsel als eines der 100 meisten gefährdeten Denkmäler der Welt ein. Im November 2007 wurden die Petroglyphen unter den 10 am stärksten gefährdeten historischen Plätzen Australiens gelistet. Seit 2013 stehen Teile davon im Murujuga-Nationalpark unter Schutz.
Aufgrund der Masse der Artefakte liegt bislang keine vollständige Dokumentation vor. Die Schwierigkeit zum Erhalt dieses Kulturerbes der Menschheit liegt darin, dass es kaum bekannt ist und dass es abseits des Weltgeschehens liegt. Sally Morgan, eine bekannte Schriftstellerin der Aborigines, formulierte die Schwierigkeiten folgendermaßen: „Heritage is a mess in Western Australia. If Stonehenge were in the Pilbara, it would no longer exist“ (deutsch: Der Schutz des Kulturerbes in Western Australia ist ein Fiasko, wenn Stonehenge in der Pilbara-Region liegen würde, würde es nicht mehr existieren).

## Flying-Foam-Massaker
Die Yaburara-Aborigines sind die ursprünglichen Bewohner der Halbinsel. Dieser Aborigine-Stamm wurde im Jahre 1868 während eines Massakers, das sich von Februar bis März ereignete, durch die europäischen Siedler im sogenannten „Flying-Foam-Massaker“ nahezu vernichtet.
Die etwa 200 Aborigines, die auf dem Dampier-Archipel lebten, hatten kaum Kontakt mit den Europäern. Dies änderte sich, als im Jahre 1865 in der Nickol Bay Perlen gefunden wurden. Als im Februar 1868 ein Aborigine nach einem Diebstahl auf einem Schiff der Perlenfischer festgesetzt und anschließend von seinem Clan befreit wurde, wobei ein Polizist und ein Perlensucher durch Speere der Yaburara bei dieser Auseinandersetzung zu Tode kamen, eskalierte der Konflikt zu einem Massaker. Eine Gruppe von Siedlern und Perlensuchern, die aufgerufen waren, den Anführer der Aborigines festzunehmen, überfiel am 17. Februar ein Lager der Aborigines und töteten alle Lagerbewohner und an einem weiteren Tag wurde eine Gruppe Aborigines beim Überqueren der Seepassage Flying Foam Passage erschossen. Offizielle Quellen sprechen von 5 bis 10 getöteten Aborigines; die Siedler und die Jaburara von 60. Es werden aber auch 150 Getötete genannt.

## Gefährdete Kultur
In den 1980er Jahren wurden für den Bau einer Erdgasanlage bereits Felsen mit prähistorischen Bildnissen entfernt, die heute ungeschützt auf einer Deponie unweit dieser Anlage liegen. Weitere 200 Felsritzzeichnungen sollen bei dem jetzt geplanten Ausbau verlagert werden. Neben diesen Gefahren ist das kulturelle Erbe der Aborigines durch den Ausstoß von Abgasen und Schadstoffen der geplanten industriechemischen Anlagen bedroht. Seit den 1950er Jahren hat die Tiefe der Konturen in den Granitfelsen, die durchschnittlich 16 Millimeter betrugen, sich um 5 Millimeter durch natürliche Verwitterung reduziert. Dieser durch natürliche Faktoren hervorgerufene Verwitterungsprozess würde sich durch den sauren Niederschlag aus den Industrieabgasen erheblich beschleunigen.
Alternativen zum geplanten Standort gibt es, dennoch will insbesondere der Konzern Woodside Petroleum, der das dortige Erdgasvorkommen in großem Maßstab zu erschließen beabsichtigt, und die Landesregierung von Western Australia nicht von ihren Planungen in dem seit dem 3. Juli 2007 gelisteten nationalen Kulturerbe abrücken. Woodside steht unter Zugzwang, denn es sind bereits internationale Lieferverträge mit riesigen Volumina von verflüssigtem Gas geschlossen worden. Andere Unternehmen sehen inzwischen alternative Standorte vor, die das Kulturdenkmal in seiner Substanz nicht bedrohen.
Am 7. Juli 2008 nahm die australische Regierung 90 Prozent der Felsbilder des Dampier-Archipels einschließlich der Purrup Peninsula in das nationale Kulturerbe auf: Nun finden Kampagnen statt, um die australische Regierung zu bewegen, den gesamten Dampier-Archipel zur Aufnahme in die Liste des UNESCO-Weltkulturerbes zu beantragen. Um die Zerstörung des Kulturerbes zu verhindern, gibt es beispielsweise eine im Internet absendbare Petition an die Regierung Australiens und einen jährlich weltweit stattfindenden Protesttag, der im Jahr 2009 am 16. Juli stattfinden wird.
Im Juli 2025 wurde die Kulturlandschaft Murjuga in die Liste des UNESCO-Weltkulturerbes aufgenommen.